# Herbert Dingle
Pour les articles homonymes, voir Dingle (homonymie).
Herbert Dingle, né le 2 août 1890 à Londres et mort le 4 septembre 1978 à Kingston-upon-Hull est un physicien et philosophe des sciences britannique. Il préside la Royal Astronomical Society de 1951 à 1953 et est un des fondateurs de la British Society for the History of Science. Son nom est associé à deux longues controverses contre la théorie de la relativité restreinte.

## Biographie
Herbert Dingle, orphelin de père, grandit à Plymouth et quitte l’école à 14 ans pour devenir un employé de bureau. Quaker, et donc objecteur de conscience, il n’est pas mobilisé lors de la Première Guerre mondiale[réf. nécessaire]. Il obtient en 1915 une bourse afin d’étudier à l’Imperial College of Science and Technology à Londres, où il a pour mentor et modèle le spécialiste de spectroscopie Albert Fowler, et est engagé comme Demonstrator dans le département de physique. Il devient membre (Fellow) de la Royal Astronomical Society en 1922.
Dingle participe à deux expéditions pour observer le spectre du soleil pendant des éclipses totales, en 1927 et 1932 (elles échouent, faute d’un ciel dégagé). Il passe en fait toute l’année 1932 au California Institute of Technology, grâce à une subvention de la Fondation Rockefeller. Il y fait la connaissance d’Albert Einstein et du cosmologue Richard Chase Tolman et, au cours de ce séjour, il développe un grand intérêt pour les questions de physique théorique liées à la théorie de la relativité, en particulier ses aspects cosmologiques. Dès cette période, il se consacre aussi à la philosophie de la science, dans la tradition de l’empirisme britannique.
En 1935, il succède à Fowler comme directeur de la section de spectroscopie à Imperial College. En 1936, il retourne aux États-Unis pour une série de conférences à l’Institut Lowell, à Boston (les Lowell Lectures), Through Science to Philosophy, un essai de synthèse philosophique sur les liens entre mathématiques, astronomie, physique.
Un an plus tard, il obtient à Imperial College la chaire de philosophie naturelle qu’il garde jusqu’en 1946, avant de devenir professeur d’histoire et de philosophie des sciences (et directeur du département associé) à University College London. Pendant cette période, il contribue à la fondation de la British Society for the History of Science, dont il devient président de 1955 (l’année de sa retraite comme professeur) à 1957, puis de la British Society for the Philosophy of Science.
Il a eu un fils avec Alice Wescott qu’il a épousée en 1918.

## Ouvrages
- Herbert Dingle, Science and literary criticism, Londres, T. Nelson and sons, 1949, 184 p.
- Herbert Dingle, A Hundred Years of Spectroscopy : 53rd Robert Boyle lecture delivered before the Oxford University scientific club, Trinity term, Oxford, Blackwell scientific publications, 1951, 23 p.
- Herbert Dingle, The Scientific Adventure : Essays in the History and Philosophy of Science, Londres, Sir I. Pitman and sons, 1952, 372 p.
- Herbert Dingle, Science at the Crossroads, Londres, M. Brian and O'Keeffe, 1972, 256 p.